# Saint-André-de-l'Épine
Saint-André-de-l'Épine is een gemeente in het Franse departement Manche (regio Normandië) en telt 463 inwoners (1999). De plaats maakt deel uit van het arrondissement Saint-Lô.

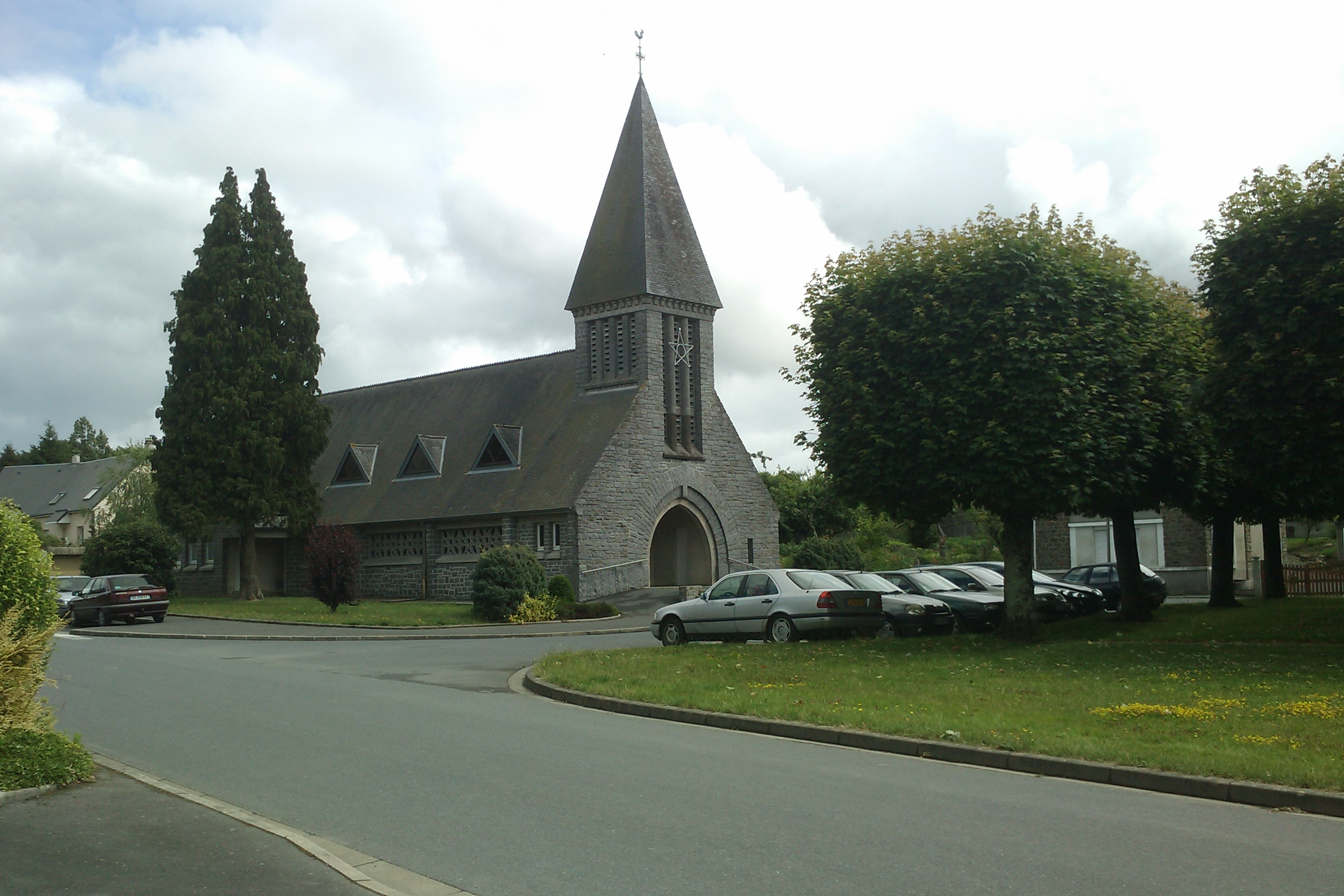
Kerk van Saint-André-de-l'Épine

## Geografie
De oppervlakte van Saint-André-de-l'Épine bedraagt 7,2 km², de bevolkingsdichtheid is 64,3 inwoners per km².
De onderstaande kaart toont de ligging van Saint-André-de-l'Épine met de belangrijkste infrastructuur en aangrenzende gemeenten.

## Demografie
Onderstaande figuur toont het verloop van het inwonertal (bron: INSEE-tellingen).
1. ↑  Populations de référence 2022.